# Municipio II (2001-2013)
Pour l’article homonyme, voir Municipio II (2013).

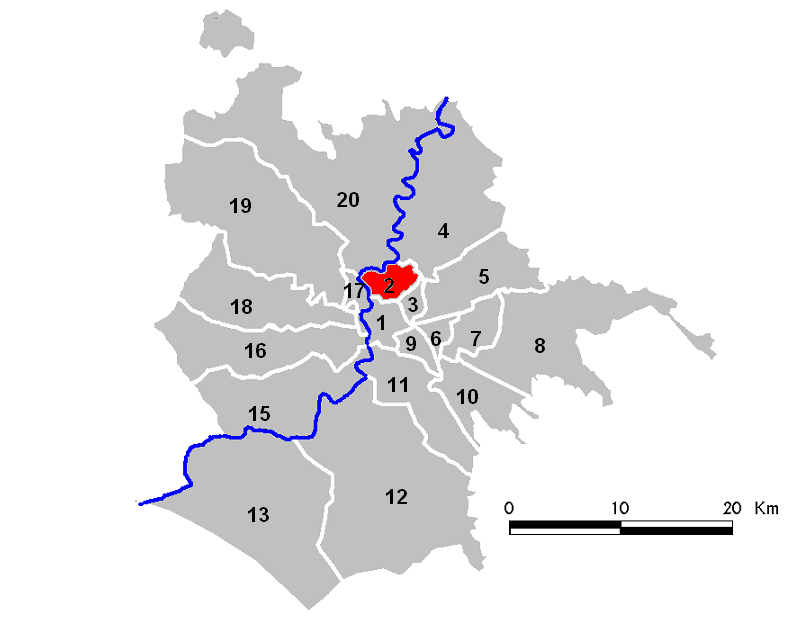
Localisation de l'ancien Municipio II sur la carte administrative de Rome avant 2013.

Le Municipio II, dit Parioli, est une ancienne subdivision administrative de Rome située au nord du Municipio I.

## Historique
En mars 2013, il est réuni avec l'ancien Municipio III pour former le nouveau Municipio II.

## Subdivisions
Le Municipio II était composé des quartiers de : 
- Flaminio,
- Parioli,
- Pinciano,
- Salario,
- Trieste.

Il était également divisé en sept zones urbanistiques :
- 2A - Villaggio Olimpico
- 2B - Parioli
- 2C - Flaminio
- 2D - Salario
- 2E - Trieste
- 2X - Villa Ada
- 2Y - Villa Borghese

## Politique et administration

### Présidence
| Période   | Nom             | Parti politique |
| --------- | --------------- | --------------- |
| 2008-2013 | Sara De Angelis | Ligue du Nord   |